# Stegastes lubbocki
Stegastes lubbocki és una espècie de peix de la família dels pomacèntrids i de l'ordre dels cipriniformes que es troba a l'Illa de l'Ascensió.